# みんなが選ぶTSUTAYAコミック大賞
みんなが選ぶTSUTAYAコミック大賞（みんながえらぶツタヤコミックたいしょう）は書籍・音楽ソフト・映像ソフトのレンタル・販売店大手チェーン「TSUTAYA」が主催する漫画賞である。次にヒットする作品（ネクストブレイク）をノミネートや推薦ではなくユーザー投票のみによって決めることをコンセプトにしている。ネクストブレイクについては条件を5巻以内・未完としている。

## 概要
TSUTAYAのコミックレンタル営業店舗が1,000店舗を突破した記念企画として2017年に第1回を実施。2018年実施の第2回までは4部門（部門名称はその年によって変わる）ごとの選考だったが、2019年実施の第3回より「ネクストブレイク」のみとしている。次回第8回の開催は未定である。

## 第1回（2017年）
| 順位 | 作品名             | 作者                                  | 出版社 |
| ---- | ------------------ | ------------------------------------- | ------ |
| 大賞 | 約束のネバーランド | 出水ぽすか（作画） 白井カイウ（原作） | 集英社 |
| 2位  | デビルズライン     | 花田陵                                | 講談社 |
| 3位  | 忘却のサチコ       | 阿部潤                                | 小学館 |

| 順位 | 作品名       | 作者     | 出版社                 |
| ---- | ------------ | -------- | ---------------------- |
| 大賞 | キングダム   | 原泰久   | 集英社                 |
| 2位  | SLAM DUNK    | 井上雄彦 | 集英社                 |
| 3位  | 鋼の錬金術師 | 荒川弘   | スクウェア・エニックス |

| 順位 | 作品名           | 作者       | 出版社 |
| ---- | ---------------- | ---------- | ------ |
| 大賞 | この音とまれ!    | アミュー   | 集英社 |
| 2位  | ゴールデンカムイ | 野田サトル | 集英社 |
| 3位  | 鬼滅の刃         | 吾峠呼世晴 | 集英社 |

| 順位 | 作品名           | 作者       | 出版社 |
| ---- | ---------------- | ---------- | ------ |
| 大賞 | トクサツガガガ   | 丹羽庭     | 小学館 |
| 2位  | センセイ君主     | 幸田もも子 | 集英社 |
| 3位  | なまいきざかり。 | ミユキ蜜蜂 | 白泉社 |

### 備考
- 投票方法：特設サイトからエントリーしたい部門を選択し、作品名とオススメコメントを入力
- 投票期間：2017年4月17日〜5月21日
- 発表日：2017年6月15日

## 第2回（2018年）
| 順位 | 作品名                 | 作者       | 出版社 |
| ---- | ---------------------- | ---------- | ------ |
| 大賞 | ブルーピリオド         | 山口つばさ | 講談社 |
| 2位  | ここは今から倫理です。 | 雨瀬シオリ | 集英社 |
| 3位  | 僕と君の大切な話       | ろびこ     | 講談社 |

| 順位 | 作品名             | 作者                                  | 出版社 |
| ---- | ------------------ | ------------------------------------- | ------ |
| 大賞 | キングダム         | 原泰久                                | 集英社 |
| 2位  | ONE PIECE          | 尾田栄一郎                            | 集英社 |
| 3位  | 約束のネバーランド | 出水ぽすか（作画） 白井カイウ（原作） | 集英社 |

| 順位 | 作品名               | 作者                            | 出版社 |
| ---- | -------------------- | ------------------------------- | ------ |
| 大賞 | 食戟のソーマ         | 佐伯俊（作画） 附田祐斗（原作） | 集英社 |
| 2位  | パパと親父のウチご飯 | 豊田悠                          | 新潮社 |
| 3位  | きのう何食べた?      | よしながふみ                    | 講談社 |

| 順位 | 作品名                | 作者         | 出版社 |
| ---- | --------------------- | ------------ | ------ |
| 大賞 | ハイキュー!!          | 古舘春一     | 集英社 |
| 2位  | SLAM DUNK             | 井上雄彦     | 集英社 |
| 3位  | BE BLUES!〜青になれ〜 | 田中モトユキ | 小学館 |

### 備考
- 投票方法：特設サイトからエントリーしたい部門を選択し、作品名とオススメコメントを入力
- 投票期間：2018年5月18日〜6月10日
- 発表日：2018年7月16日

## 第3回（2019年）
第3回から部門を廃止し、「ネクストブレイク」のみとなっている。
| 順位 | 作品名                     | 作者                                    | 出版社   |
| ---- | -------------------------- | --------------------------------------- | -------- |
| 大賞 | 呪術廻戦                   | 芥見下々                                | 集英社   |
| 2位  | あせとせっけん             | 山田金鉄                                | 講談社   |
| 3位  | 酒と恋には酔って然るべき   | はるこ（作画） 江口まゆみ（原案協力）   | 秋田書店 |
| 4位  | きみを死なせないための物語 | 吟鳥子                                  | 秋田書店 |
| 5位  | 極主夫道                   | おおのこうすけ                          | 新潮社   |
| 6位  | 王様ランキング             | 十日草輔                                | KADOKAWA |
| 7位  | アクタージュ act-age       | 宇佐崎しろ（作画） マツキタツヤ（原作） | 集英社   |
| 8位  | 北北西に曇と往け           | 入江亜季                                | KADOKAWA |
| 9位  | チェンソーマン             | 藤本タツキ                              | 集英社   |
| 10位 | さよならミニスカート       | 牧野あおい                              | 集英社   |

### 備考
- 投票方法：twitterでハッシュタグ「#TSUTAYAネクストブレイク」をつけてツイート
- 投票期間：2019年5月17日〜6月9日
- 発表日：2019年7月18日

## 第4回（2020年）
第4回から漫画レビューサービスのcomicspaceと組み、comicspace内特設サイトでも投票できるようになった。comicspaceでの投票では3票まで投票でき、画像が自動生成されtwitter投稿が可能。
授賞式にて受賞作品における売上の一部を「新型コロナウイルス感染症危機対応募金」として医療・人道援助団体「国境なき医師団」へ寄付することが発表された。
| 順位 | 作品名                     | 作者           | 出版社                 |
| ---- | -------------------------- | -------------- | ---------------------- |
| 大賞 | SPY×FAMILY                 | 遠藤達哉       | 集英社                 |
| 2位  | おじさまと猫               | 桜井海         | スクウェア・エニックス |
| 3位  | 新しい上司はど天然         | いちかわ暖     | 秋田書店               |
| 4位  | 僕の心のヤバイやつ         | 桜井のりお     | 秋田書店               |
| 5位  | 極主夫道                   | おおのこうすけ | 新潮社                 |
| 6位  | その着せ替え人形は恋をする | 福田晋一       | スクウェア・エニックス |
| 7位  | 見える子ちゃん             | 泉朝樹         | KADOKAWA               |
| 8位  | やんちゃギャルの安城さん   | 加藤雄一       | 少年画報社             |
| 9位  | 可愛いだけじゃない式守さん | 真木蛍五       | 講談社                 |
| 10位 | よふかしのうた             | コトヤマ       | 小学館                 |

### 備考
- 投票方法
  - twitterでハッシュタグ「#TSUTAYAネクストブレイク」をつけてツイート
  - comicspace内特設サイトから作品を選んでツイート
- 投票期間：2020年4月1日〜5月17日
- 発表日：2020年6月17日

## 第5回（2021年）
投票方法はcomicspace内特設サイトからのみとなる。
また、上位10作品のほかに、特別賞として「comicspace賞」「ブックライブ賞」「TSUTAYAプレミアム賞」が新設された。
| 順位 | 作品名                                                             | 作者                                | 出版社   |
| ---- | ------------------------------------------------------------------ | ----------------------------------- | -------- |
| 大賞 | 僕の心のヤバイやつ                                                 | 桜井のりお                          | 秋田書店 |
| 2位  | 怪獣8号                                                            | 松本直也                            | 集英社   |
| 3位  | 【推しの子】                                                       | 横槍メンゴ（作画） 赤坂アカ（原作） | 集英社   |
| 4位  | シャングリラ・フロンティア〜クソゲーハンター、神ゲーに挑まんとす〜 | 不二涼介（作画） 硬梨菜（原作）     | 講談社   |
| 5位  | 葬送のフリーレン                                                   | アベツカサ                          | 小学館   |
| 6位  | 山田くんとLv999の恋をする                                          | ましろ                              | KADOKAWA |
| 7位  | アンデッドアンラック                                               | 戸塚慶文                            | 集英社   |
| 8位  | マッシュル-MASHLE-                                                 | 甲本一                              | 集英社   |
| 9位  | メダリスト                                                         | つるまいかだ                        | 講談社   |
| 10位 | 見える子ちゃん                                                     | 泉朝樹                              | KADOKAWA |

### 備考
- 投票方法：comicspace内特設サイトから作品を選び、twitterでハッシュタグ「TSUTAYAコミック大賞」をつけてツイート
- 投票期間：2021年4月1日〜5月16日
- 発表日：2021年6月14日

## 第6回（2022年）
第5回同様、投票方法はcomicspace内特設サイトからのみ。
また、上位10作品のほかに、特別賞として「comicspace賞」「ブックライブ賞」の発表があった。
| 順位 | 作品名                           | 作者                            | 出版社                 |
| ---- | -------------------------------- | ------------------------------- | ---------------------- |
| 大賞 | 山田くんとLv999の恋をする        | ましろ                          | KADOKAWA               |
| 2位  | 薫る花は凛と咲く                 | 三香見サカ                      | 講談社                 |
| 3位  | メダリスト                       | つるまいかだ                    | 講談社                 |
| 4位  | ダンダダン                       | 龍幸伸                          | 集英社                 |
| 5位  | 合コンに行ったら女がいなかった話 | 蒼川なな                        | スクウェア・エニックス |
| 6位  | タコピーの原罪                   | タイザン５                      | 集英社                 |
| 7位  | お前、タヌキにならねーか？       | 奈川トモ                        | 一迅社                 |
| 8位  | 女子力高めな獅子原くん           | 相舞みー                        | 一迅社                 |
| 9位  | 私の推しは悪役令嬢。             | 青乃下（作画） いのり。（原作） | 一迅社                 |
| 10位 | アオのハコ                       | 三浦糀                          | 集英社                 |

### 備考
- 投票方法：comicspace内特設サイトにて投票。一度の投稿で最大3作品投稿可能。
- 投票期間：2022年4月1日〜5月15日
- 発表日：2022年6月21日

## 第7回（2023年）
投票先が、TSUTAYAアプリ投票フォームに変更。。
また、上位10作品のほかに、特別賞として「ブックライブ賞」の発表があった。。
| 順位 | 作品名                                                                                                  | 作者                                                | 出版社                 |
| ---- | --- | --------------------------------------------------- | ---------------------- |
| 大賞 | 黄泉のツガイ                                                                                            | 荒川弘                                              | スクウェア・エニックス |
| 2位  | 片田舎のおっさん、剣聖になる 〜ただの田舎の剣術師範だったのに、大成した弟子たちが俺を放ってくれない件〜 | 乍藤和樹（作画） 佐賀崎しげる・鍋島テツヒロ（原作） | 秋田書店               |
| 3位  | 鬼の花嫁                                                                                                | 富樫じゅん（作画）クレハ（原作）                    | スターツ出版           |
| 4位  | スーパーの裏でヤニ吸うふたり                                                                            | 地主                                                | スクウェア・エニックス |
| 5位  | ホタルの嫁入り                                                                                          | 橘オレコ                                            | 小学館                 |
| 6位  | 正反対な君と僕                                                                                          | 阿賀沢紅茶                                          | 集英社                 |
| 7位  | 光が死んだ夏                                                                                            | モクモクれん                                        | KADOKAWA               |
| 8位  | 幼稚園WARS                                                                                              | 千葉侑生                                            | 集英社                 |
| 9位  | 春の嵐とモンスター                                                                                      | ミユキ蜜蜂                                          | 白泉社                 |
| 10位 | 極楽街                                                                                                  | 佐乃夕斗                                            | 集英社                 |

### 備考
- 投票方法：TSUTAYAアプリにログイン後、投票フォームより最大5作品を選んで投票
- 作品の投票条件…2023年6月30日時点で単行本が最大5巻まで発売している未完結の漫画作品
- 投票期間：2023年7月10日〜8月20日
- 発表日：2023年9月27日